# Kecamatan Bawang (distrikt i Indonesien, lat -7,44, long 109,64)
Kecamatan Bawang är ett distrikt i Indonesien.   Det ligger i provinsen Jawa Tengah, i den västra delen av landet, 300 km öster om huvudstaden Jakarta.